# Золотое яблоко
«Золото́е я́блоко» — торговая сеть по продаже товаров для жизни, красоты и дома.
На 2023 год занимает первое место по выручке среди парфюмерных сетей России. Главный офис расположен в Екатеринбурге.

## История
Основатели сети — одноклассники Иван Кузовлев и Максим Паняк. В 1996 году открылся первый магазин площадью 40 м² на улице Малышева, 83 в Екатеринбурге. Первый магазин в формате парфюмерного супермаркета был открыт в 2004 году.
Первый магазин в Москве «Золотое яблоко» открыт в 2017 году, в Санкт-Петербурге — в 2019 году. На апрель 2022 года в сети работает 31 магазин в Москве, Санкт-Петербурге, Екатеринбурге, Перми, Ростове-на-Дону, Волгограде, Новосибирске, Нижнем Новгороде, Челябинске, Казани, Хабаровске, Иркутске, Саратове и Самаре, Краснодаре, а также интернет-магазин в Беларуси. 9 июля 2021 состоялось открытие первого розничного магазина за пределами России — в Минске, а 20 марта 2022 года — в Алматы. Средняя площадь супермаркетов в России — 1500 м². В декабре 2021 года компания планирует открыть флагманский магазин площадью 2500 м² в ТЦ «Неглинная Галерея» в ЦАО Москвы. В конце 2023 года стало известно, что компания нанимает штат в ОАЭ и планирует выйти на ближневосточный рынок.

### AppleBox
В Москве компания развивает формат магазинов под брендом AppleBox. Их площадь составляет 300—500 м² против 1500 м² у оригинального формата. Первый магазин AppleBox был открыт в декабре 2019 года. Второй открылся в октябре 2020-го. Формат AppleBox работает в спальных районах Москвы, и займёт помещения в бывших кинотеатрах, переделанных в районные центры — «Ангара», «Орбита», и другие.
14 мая 2022 года открылся первый AppleBox за пределами Москвы. Он открылся в Новосибирске в ТРЦ Галерея Новосибирск.

### Интернет-магазин
В 2018 году компания открыла интернет-магазин. Осенью 2020 года функциональность интернет-магазина появилась в мобильном приложении «Золотого яблока». В интернет-магазине представлено более 60 тысяч товаров от 1 500 брендов, среди которых 84 эксклюзивных бренда и бренды с узкой дистрибуцией. В 2022 году в онлайн-магазине «Золотого яблока» появились непрофильные категории — детская одежда, роботы-пылесосы и товары для животных.

### Flacon
«Золотое яблоко» было инвестором журнала и интернет-издания Flacon, посвящённого индустрии красоты и косметическим новинкам. В 2018 году издателем журнала стала бывший главный редактор российских Vogue и Interview Алёна Долецкая.

## Деятельность
Генеральный директор с 2015 года — Анна Кошкина.
В 2019 году выручка сети составила 16,8 млрд рублей. Чистая прибыль составила чуть более 124 млн рублей. По итогам 2020 года выручка «Золотого яблока» выросла в полтора раза и достигла 22,4 млрд рублей. Чистая прибыль составила 216,8 млн рублей. Консолидированная выручка компании в 2021 году, по собственным данным, составила 48 млрд рублей. В 2022 — 61,4 млрд рублей.
Кратно обходит конкурентов по выручке с 1 квадратного метра.
На конец 2021 года доля онлайн-продаж составляет 30 % от общей выручки компании. На конец 2022 года компания ожидает увеличить долю онлайн-продаж до 36-40 %.
На 2020 год в «Золотом яблоке» работает 2500 человек, из них в офисе — около 300. На май 2022 года в компании работает более 6300 сотрудников.
В 2023 сеть «Золотое яблоко» впервые обошла по выручке «Лэтуаль» и вышла на первое место среди парфюмерных ритейлеров России.
Выручка «Золотого яблока» в 2024 году выросла на 66 % — до 155,5 млрд рублей. За 5 лет выручка компании выросла в 7 раз.
Одним из ключевых факторов роста продаж компании стало развитие направления электронной коммерции. Так, выручка от продаж через интернет-магазин «Золотого яблока» за прошлый год выросла вдвое, доля онлайн-канала в общем обороте составляет более 50 %. В интернет-магазине к концу года было представлено порядка 4,5 тыс. брендов — за год их количество выросло на 15 %. Российских брендов стало больше на 20 %.